# Secretaria General d'Immigració i Emigració
La Secretaria General d'Immigració i Emigració és l'òrgan directiu del Ministeri d'Ocupació, Migracions i Seguretat Social al que li correspon desenvolupar la política del Govern en matèria d'estrangeria, immigració i emigració. Substitueix des de 2012 l'antiga Secretaria d'Estat d'Immigració i Emigració.

## Estructura
De la Secretaria General d'Immigració i Emigració depenen els següents òrgans:
- Direcció general de Migracions
- Direcció general d'Integració i Atenció Humanitària

### Subdirecció General de Planificació i Gestió Econòmica
Funcions:
- Planificació de les actuacions de contingut econòmic i d'organització, informe i proposta sobre les necessitats de recursos humans i la coordinació dels sistemes d'informació al ciutadà,
- Elaboració de la proposta d'avantprojecte de pressupostos i el seguiment de l'execució pressupostària,
- Gestió econòmica dels expedients de despesa amb càrrec als crèdits de la Secretaria General i les funcions d'habilitació i tresoreria inherents a la seva Caixa pagadora
- Coordinació interna i seguiment dels fons comunitaris gestionats en la Secretaria General.

### Subdirecció General de Règim Jurídic
S'encarrega de l'elaboració de projectes normatius i la realització d'informes sobre matèries relacionades amb la immigració i la emigració, de la preparació de propostes normatives relacionades amb l'elaboració, aprovació, transposició i aplicació de normes de la Unió Europea o d'àmbit internacional, en matèries de la seva competència, de la coordinació de l'actuació de la Secretaria General en l'àmbit de la Unió Europea així com en els de altres organitzacions internacionals en matèria de migracions, sense perjudici de les competències de la Secretaria General Tècnica sobre aquest tema, de l'elaboració d'instruccions de desenvolupament normatiu en l'àmbit de la Secretaria General dirigides als òrgans perifèrics de l'Administració General de l'Estat i de la coordinació, com a punt de contacte nacional, de la Xarxa Europea de Migració en Espanya.

### Organismes adscrits
- Comissió Interministerial d'Estrangeria.
- Comissió Laboral Tripartida d'Immigració.
- Observatori Permanent de la Immigració.
- Observatori Espanyol del Racisme i la Xenofòbia.

## Titulars
- Enrique Fernández-Miranda y Lozana (2000-2002) (secretari d'estat)
- Ignacio González González (2002-2003) (secretari d'estat)
- Gonzalo Robles Orozco (2003-2004) (secretari d'estat)
- Consuelo Rumí Ibáñez (2004-2010) (secretari d'estat)
- Anna Terrón i Cusí (2010-2011) (secretari d'estat)[5]
- Marina del Corral Téllez (2012[6] - 18 de juny de 2018)[7]
- Agustín Torres Herrero (2018 - 30 de gener de 2020)[8]